# Adolf Kisza
Adolf Kisza (ur. 8 sierpnia 1934 w Zamarskach, zm. 27 marca 2015) – polski elektrochemik.

## Życiorys
Studia chemiczne ukończył w 1959 roku, doktoryzował się w 1963 roku, a w 1968 roku otrzymał habilitację. Od 1956 do 1960 roku był asystentem, a następnie do 1963 roku starszym asystentem na Wydziale Chemii. Po uzyskaniu doktoratu w 1963 roku został adiunktem, a w 1968 roku otrzymał posadę docenta. W 1974 roku uzyskał tytuł profesora.
W 1968 roku był twórcą i następnie przez wiele lat kierownikiem Zespołu Elektrochemii i Termodynamiki Stopionych Soli, a także kierownikiem Zakładu Dydaktycznego Chemii Fizycznej, zaś w latach 1974–1981 zastępcą dyrektora Instytutu Chemii.
Zmarł 27 marca 2015 roku, został pochowany na Cmentarzu Osobowickim we Wrocławiu.

## Odznaczenia
- Krzyż Kawalerski Orderu Odrodzenia Polski[5]
- Złoty Krzyż Zasługi[5]
- Medal Komisji Edukacji Narodowej[5]